# Ederson Mogollón
Ederson Mogollón (Callao, Perú, 4 de octubre de 1992) es un futbolista peruano. Juega de defensa y su equipo actual es Los Chankas que participa en la Liga 1. Tiene 32 años.

## Trayectoria
A pesar de no haber jugado ningún partido, logró ser campeón de la Liga 2 2021 con Atlético Grau.

## Clubes
| Club                | País | Año       |
| ------------------- | ---- | --------- |
| Sport Boys          | Perú | 2012-2013 |
| Unión Comercio      | Perú | 2014-2015 |
| Academia Cantolao   | Perú | 2016-2017 |
| Real Garcilaso      | Perú | 2018      |
| Comerciantes Unidos | Perú | 2018      |
| Academia Cantolao   | Perú | 2019      |
| Alianza Universidad | Perú | 2020      |
| Atlético Grau       | Perú | 2021      |
| Los Chankas         | Perú | 2022-     |

## Palmarés

### Campeonatos nacionales
| Título | Club          | País | Año  |
| ------ | ------------- | ---- | ---- |
| Liga 2 | Atlético Grau | Perú | 2021 |